# Jerzy Walendziewski
Jerzy Walendziewski (ur. 1948 r. w Siemieniu Nadrzecznym) – polski chemik, specjalizujący się w technologii chemicznej oraz katalizie stosowanej; nauczyciel akademicki związany z Politechniką Wrocławską, w latach 2008-2016 roku jej prorektor ds. organizacji.

## Życiorys
Urodził się w 1948 roku w Siemieniu koło Łomży w województwie podlaskim, gdzie spędził swoje dzieciństwo i wczesną młodość. Po zdaniu egzaminu maturalnego podjął studia chemiczne na Wydziale Chemicznym Politechniki Wrocławskiej, które ukończył w 1971 roku, zdobywając dyplomy magistra inżyniera. Bezpośrednio po zakończeniu studiów podjął pracę w Zakładach Tworzyw Sztucznych "Boryszew–Erg" w Sochaczewie, gdzie pracował przez dwa lata. W 1977 roku uzyskał stopień naukowy doktora nauk technicznych na swojej macierzystej uczelni. W tym samym roku został adiunktem w Instytucie Chemii i Technologii Nafty i Węgla na Wydziale Chemicznym Politechniki Wrocławskiej. W 1992 roku uzyskał stopień naukowy doktora habilitowanego nauk technicznych w zakresie technologii chemicznej o specjalności technologia chemiczna na podstawie rozprawy nt. Wybrane problemy wytwarzania i stosowania w przemyśle katalizatora CoMo-Al2O3. W 2000 roku otrzymał stanowisko profesora nadzwyczajnego na Politechnice Wrocławskiej, a pięć lat później profesora zwyczajnego, po uzyskaniu tytułu profesora nauk technicznych.
Jerzy Walendziewski pełnił liczne funkcje na Politechnice Wrocławskiej. W latach 1996-1999 był zastępca dyrektora Instytutu Chemii i Technologii Nafty i Węgla, a następnie do 2005 roku piastował funkcję dyrektora tegoż instytutu. W 2005 roku został kierownikiem Wydziałowego Zakładu Chemii i Technologii Paliw. W 2008 roku został wybrany na urząd prorektora do spraw organizacji.

## Dorobek naukowy
Obiektem zainteresowań naukowych Jerzego Walendziewskiego jest technologia przetwarzania i właściwości paliw oraz kataliza stosowana w przetwórstwie paliw i ochronie środowiska. W ostatnich latach zajmuje się on badaniami w zakresie syntezy, właściwości i zastosowań materiałów super-porowatych, zastosowaniem fotokatalizy do oczyszczania wód i rozszczepienia wody w kierunku produkcji wodoru także technologią utylizacji odpadów, głównie z tworzyw sztucznych w kierunku paliw. Jest autorem ponad 330  prac naukowych w tym kilkunastu patentów, kilku wdrożeń przemysłowych i 152 opracowań dla przemysłu.